# Коареца (Варезе)
Коареца је насеље у Италији у округу Варезе, региону Ломбардија.
Према процени из 2011. у насељу је живело 671 становника. Насеље се налази на надморској висини од 231 м.